# Flugplatz Hubertushöhe

i7
i11
i13
Der Flugplatz Hubertushöhe ist ein Wasserlandeplatz im Gebiet der Stadt Storkow (Mark) im Landkreis Oder-Spree in Brandenburg. Er wird durch die Zweibrüder Kunst & Kultur und Industrieholding GmbH betrieben.

## Lage
Der Flugplatz liegt etwa 3,5 km südöstlich von Storkow (Mark) im Großen Storkower See in Höhe des Jagdsitzes Hubertushöhe.

## Flugbetrieb
Der Flugplatz Hubertushöhe ist luftrechtlich ein Sonderlandeplatz. Er ist zugelassen für einmotorige Wasserflugzeuge. Der Wasserlandeplatz dient der gewerbsmäßigen Personenbeförderung durch genehmigte Luftfahrtunternehmen im Zusammenhang mit dem Hotel- und Restaurationsbetrieb des Betreibers nach vorheriger Zustimmung (PPR) des Betreibers.

## Geschichte
Der Flugplatz Hubertushöhe wurde am 10. Dezember 2009 der Hotel Schloss Hubertushöhe GmbH als Betreiberin genehmigt. Die Betriebsaufnahme wurde am 5. Mai 2010 gestattet. Seit dem 10. Januar 2013 ist die Zweibrüder Kunst & Kultur und Industrieholding GmbH die Betreiberin des Flugplatzes.